# Turija (Ukraina)
Turija (ukr. Турія) – wieś na Ukrainie, w obwodzie kirowohradzkim, w rejonie nowoukraińskim, w hromadzie Nowomyrhorod. W 2001 liczyła 1511 mieszkańców, spośród których 1496 wskazało jako ojczysty język ukraiński, 14 rosyjski, a 1 inny.